# Aion
Aion je peti studijski album australsko-britanske grupe Dead Can Dance. Diskografska kuća 4AD objavila ga je 11. lipnja 1990. godine.

## O albumu
Prvi je album koji su Lisa Gerrard i Brendan Perry snimili nakon završetka svoje ljubavne veze. Uradak je uglavnom snimljen u Perryjevom tada novom studiju, Quivvy Churchu u Irskoj, dok su pjesme "The Arrival and the Reunion" i "The End of Words" snimljene u Woodbine Street Recording Studiosu u Leamingtonu.
Naslovnica prikazuje detalj iz triptiha nizozemskog slikara Hieronymusa Boscha Vrt naslade.
Na Aionu Dead Can Dance odlučio je više istražiti raniju glazbu, pa tako i srednjovjekovnu i renesansnu glazbu, odnosno onu koja je, prema Perryjevim riječima, "istovjetna s Boschevim razdobljem". Zbog toga se na uratku pojavljuju skladbe kao što su talijanska plesna skladba iz 14. stoljeća ("Saltarello") i katalonska balada iz 16. stoljeća ("Sibilina pjesma", na albumu "The Song of the Sibyl"). Prisutni su i tekstovi Luisa de Góngore ("Fortune Presents Gifts Not According to the Book"), a u instrumentariju se pojavljuju vergl i viole.

## Popis pjesama
Tekstovi i glazba: Brendan Perry i Lisa Gerrard, osim pjesama "Saltarello", koja je tradicionalna talijanska skladba, "The Song of the Sibyl", koja je tradicionalna katalonska balada, i "Fortune Presents Gifts Not According to the Book", čiji je tekst napisao Luis de Góngora. 
| 1.    | »The Arrival and the Reunion«                      | 1:38 |
| 2.    | »Saltarello«                                       | 2:33 |
| 3.    | »Mephisto«                                         | 0:54 |
| 4.    | »The Song of the Sibyl«                            | 3:45 |
| 5.    | »Fortune Presents Gifts Not According to the Book« | 6:03 |
| 6.    | »As the Bell Rings the Maypole Spins«              | 5:16 |
| 7.    | »The End of Words«                                 | 2:05 |
| 8.    | »Black Sun«                                        | 4:56 |
| 9.    | »Wilderness«                                       | 1:24 |
| 10.   | »The Promised Womb«                                | 3:22 |
| 11.   | »The Garden of Zephirus«                           | 1:20 |
| 12.   | »Radharc«                                          | 2:48 |
| 36:11 |                                                    |      |

## Recenzije
Ned Raggett, glazbeni recenzent s mrežnog mjesta AllMusic, albumu je dodijelio četiri i pol zvjezdice od njih pet i izjavio je: "Glazbena mješavina nježno svirane gitare i dubljih orgulja čiji se zvuk ponavlja dovoljno je upečatljiva dok je utopljena u reverbu, ali kad Perry počne pjevati i prate ga blistave klavijature, to sve rezultira još jednim vrhuncem za sastav." Recenzent na mrežnom mjestu Sputnikmusic albumu je dao pet od pet bodova i komentirao: "Aion je vrlo vjerojatno remek-djelo [Dead Can Dancea]. Otišao je sve dalje [u prošlost] dok nije došao do renesanse, a onda se nastanio u njoj i utemeljio album na njoj. Iznenađujuće uspješan uradak."

## Zasluge
| Dead Can Dance - Brendan Perry – vokali, instrumentacija, produkcija, dizajn - Lisa Gerrard – vokali, instrumentacija, produkcija Ostalo osoblje - Hieronymus Bosch – naslovnica | Dodatni glazbenici - John Bonnar – klavijature (na pjesmi "Fortune Presents Gifts Not According to the Book"); aranžman (na pjesmama 2 i 5) - David Navarro Sust – vokali (na pjesmama 1 i 7) - Robert Perry – gajde (na pjesmi "As the Bell Rings the Maypole Spins") - Andrew Robinson – viola - Anne Robinson – viola - Honor Carmody – viola - Lucy Robinson – viola |